# Gwendoline Neligan
Gwendoline Neligan (1906-1972) fue una deportista británica que compitió en esgrima, especialista en la modalidad de florete. Ganó tres medallas en el Campeonato Mundial de Esgrima en los años 1933 y 1934. Fue honrada con un retrato en la National Portrait Gallery de Londres.

## Palmarés internacional
| Campeonato Mundial | Campeonato Mundial | Campeonato Mundial | Campeonato Mundial  |
| Año                | Lugar              | Medalla            | Prueba              |
| ------------------ | ------------------ | ------------------ | ------------------- |
| 1933               | Budapest (Hungría) | Medalla de oro     | Florete individual  |
| 1933               | Budapest (Hungría) | Medalla de plata   | Florete por equipos |
| 1934               | Varsovia (Polonia) | Medalla de bronce  | Florete por equipos |